# Álvaro Ortega
Álvaro Ortega Madero (El Guamo, 12 de septiembre de 1952-Medellín, 15 de noviembre de 1989) fue un árbitro de fútbol colombiano, asesinado por el Cartel de Medellín.

## Biografía
Nacido en Robles, corregimiento de El Guamo (Bolívar), estudiante de economía de la Universidad Simón Bolívar de Barranquilla. Inició su carrera arbitral en 1988.

## Asesinato
Ortega había dirigido y anuló un gol en un partido entre el América de Cali y el Deportivo Independiente Medellín, que terminó negativamente 3-2 para el Medellín, en el Estadio Pascual Guerrero de Cali.
Ortega fue designado para el juego de vuelta en Medellín y solicitó a la  División Mayor del Fútbol Colombiano (Dimayor)  que fuera seleccionado otro juez para dirigir el partido, por el alto riesgo para su seguridad, sin embargo, la Dimayor le comunicó que no habría inconveniente en arbitrar el compromiso.
Fue asesinado el 15 de noviembre de 1989 por sicarios, que le dispararon 9 balazos, a la salida del hotel donde se hospedaba en Medellín, por órdenes del capo del narcotráfico, Pablo Escobar.
Una semana después del asesinato de Ortega, el 22 de noviembre, la asamblea de la División Mayor del Fútbol Colombiano decidió cancelar el campeonato colombiano de 1989.
Estos hechos fueron verificados tiempo después por ex-sicario de Escobar, John Jairo Velásquez Vásquez, alias Popeye, quien aseguró que Escobar dijo en octubre de 1989 mientras veían el partido por televisión que la decisión arbitral de Ortega de anular el gol del empate al Medellín "había sido un robo", por lo que ordenó el asesinato. Este caso de asesinato fue cerrado y quedó en la impunidad.
Sus restos mortales reposan en el cementerio Jardines del Recuerdo de Barranquilla. Su sobrino Carlos Ortega, se desempeña en la actualidad como árbitro del fútbol profesional colombiano.

## Homenajes
Un Polideportivo en Cartagena lleva su nombre.